# Синешты
Синешты (рум. Sineşti, Синешть) — село в Унгенском районе Молдавии. Является административным центром коммуны Синешты, включающей также село Пожарна.

## География
Село расположено на высоте 150 метров над уровнем моря.

## Население
По данным переписи населения 2004 года, в селе Синешть проживает 1358 человек (671 мужчина, 687 женщин).
Этнический состав села:
| Национальность | Число жителей | Процентный состав |
| -------------- | ------------- | ----------------- |
| молдаване      | 1338          | 98.53             |
| русские        | 7             | 0.52              |
| румыны         | 7             | 0.52              |
| украинцы       | 4             | 0.29              |
| болгары        | 2             | 0.15              |
| Всего          | 1358          | 100%              |